# Portulacaria pygmaea
Portulacaria pygmaea (anteriorment Ceraria pygmaea), és una planta suculenta nana de fulla petita natiu de la zona fronterera entre Namíbia i Sud-àfrica.

## Descripció
És un arbust petit i compacte, amb bosc tou, amb flors unisexuals (dioic). Les seves fulles de color blau verd són semiperennes. Les seves petites branques compactes s'estenen, i sovint s'inclinen, quedant prop del terra.
També desenvolupa un espès càudex o rizoma, que ha fet que sigui un espècimen popular de bonsai.
Dins del gènere Portulacaria està més íntimament relacionat amb la seva espècie germana més gran, Portulacaria fruticulosa.

## Taxonomia
Portulacaria pygmaea va ser descrita per Pillans i publicat a Journal of Botany, British and Foreign 66: 195. 1928.
Sinonímia
- (basiònim) Portulacaceae Ceraria pygmaea (Pillans) G.D.Rowley Bradleya 14: 82 (1996):.[4][1]